# MacNicol (cratère)
MacNicol est un cratère d'impact à la surface de Mercure. 
Le cratère fut ainsi nommé par l'Union astronomique internationale en 2022 en hommage à l'artiste peintre écossaise Bessie MacNicol (1869-1904),. 
Son diamètre est de 42 km. Il se situe dans le quadrangle de Bach (quadrangle H-15) de Mercure.